# Confession d'un dragueur
Pour les articles homonymes, voir Confession (homonymie).
Pour plus de détails, voir Fiche technique et Distribution.
Confession d'un dragueur est une comédie française écrite et réalisée par Alain Soral, sortie en 2001.

## Synopsis
Dans un Paris estival et léger, Paul, jeune étudiant provincial timide, monté à Paris pour intégrer Sciences-Po, lit sur un banc au jardin du Luxembourg. Un après-midi, alors qu'il suit timidement une jeune fille qu'il a remarquée depuis plusieurs jours, il fait la rencontre de Fabio, un personnage fonceur et efficace qui va l'initier à la drague de la rue.

## Fiche technique
- Titre original et francophone : Confession d'un dragueur
- Réalisation et scénario : Alain Soral
- Directeur de la photographie : Jean-Louis Bompoint
- Montage : Kako Kelber
- Costumes : Martine Bourgeon
- Maquillage : Claire Monnatte
- Son : François De Morant
- Musique : Patrick Coutin
- Décors : Denis Mercier
- Production : Jean-François Lepetit
- Sociétés de production : Flach Film, France 2 Cinéma, Canal+
- Société de distribution : Rezo Films (France)
- Format : couleur - 35 mm - 1,85:1 - stéréo
- Durée : 90 minutes
- Pays d'origine :  France
- Langue originale : français
- Date de sortie :
  - France : 25 juillet 2001

## Distribution
- Saïd Taghmaoui : Fabio
- Thomas Dutronc : Paul
- Catherine Lachens : la femme au chapeau
- François Levantal : Kovacs
- Chloé Lambert : Sophie
- Bruno Esposito : Withy
- Clément Thomas : Fred
- Stéphane Butet : David
- Cybèle Villemagne : Léonore
- Stéphanie Taine : Anne-Sophie
- Marie Dang : Sonia
- Fouzia Lyamini : la jeune maghrébine
- Vanessa Gregory : la jeune gauloise
- Élodie Frenck : Hélène
- Leslie Bevillard : Céline
- Olivier Lacut : Pierre-Emmanuel

## Production
Le film est dédié « à Jean Eustache et Joël Séria ».

## Accueil

### Critique
Dans Libération, Gilles Renault trouve Confession d'un dragueur « foncièrement exécrable, au point que la simple perspective de le voir justifie de fuir à toutes jambes », et le qualifie de film « sexiste, homophobe, vulgaire, asthénique, laid, creux ».
Dans Télérama, Cécile Mury écrit : " Paul et Fabio traquent « la meuf » sous toutes ses formes. Sur une carte de Paris remodelée par les différentes concentrations de jupons, Alain Soral développe un récit d'apprentissage inégal. Fabio, le beur débrouillard, enseigne donc la drague en dix leçons à Paul, étudiant coincé et désespérément célibataire. Cette rencontre produit quelques belles scènes cruelles entre deux comédiens convaincants (Saïd Taghmaoui, pathétique et survolté, et Thomas Dutronc, fils et presque clone de Jacques, délicatement somnambule). Mais finalement, trop de caricatures usées, trop de mollets monotones et de rodomontades épate-bourgeois : « Du léger, surtout pas de trucs intellos, ça fait pédé », comme dit Fabio". 